# Archias (Architekt)
Archias (altgriechisch Ἀρχίας) war ein in Korinth geborener Architekt des 3. Jahrhunderts v. Chr.
Der zu den Paradoxographoi zählende Historiker Moschion nannte ihn als ausführenden Architekten und Aufseher über die Arbeiten für den Bau der Syracusia, eines der größten Schiffe der Antike. Die Oberaufsicht für das Bauvorhaben hatte im Auftrage von Hieron II. von Syrakus (269–215 v. Chr.) Archimedes übernommen, der wohl vor allem für das technische Gelingen verantwortlich zeichnete. Archimedes soll mittels einer extra entwickelten technischen Vorrichtung aus Seilen und Rollen, wohl eines Flaschenzugs, das Zuwasserlassen des riesigen, aber noch unfertigen Schiffes bewerkstelligt und eine Variante seiner Schraube als Lenzpumpe für das Bilgewasser entwickelt haben. 
Der Bau des Dreimasters dauerte über ein Jahr und beschäftigte mehrere hundert Handwerker unter der Leitung des Archias, dem die Organisation von Material und Arbeit sowie deren Kontrolle oblag. Allein das zu beschaffende Holz, das von den Hängen des Ätna stammte, hätte für den Bau von 60 Tetreren üblicher Bauweise gereicht. Zu kontrollierende und in umsetzungsfähige Pläne zu übertragende Aufgaben waren unter anderem die Errichtung von Kabinen und Sälen, eines Empfangssaales, von Pferdeställen und Bibliotheksräumen, eines Schwimmbeckens und eines Gymnasions sowie eines Gartens, hinzu kamen acht Verteidigungstürme. Die Ausführung der in den repräsentativen Räumlichkeiten verlegten Fußbodenmosaiken mit Darstellungen der gesamten Ilias unterlag ebenfalls seiner Aufsicht.